# Вакендорф II
Вакендорф II (нем. Wakendorf II) — община в Германии, в земле Шлезвиг-Гольштейн. 
Входит в состав района Зегеберг. Подчиняется управлению Кисдорф.  Население составляет 1401 человек (на 31 декабря 2010 года). Занимает площадь 12,8 км².